# Drehbrücke im Rheinauhafen

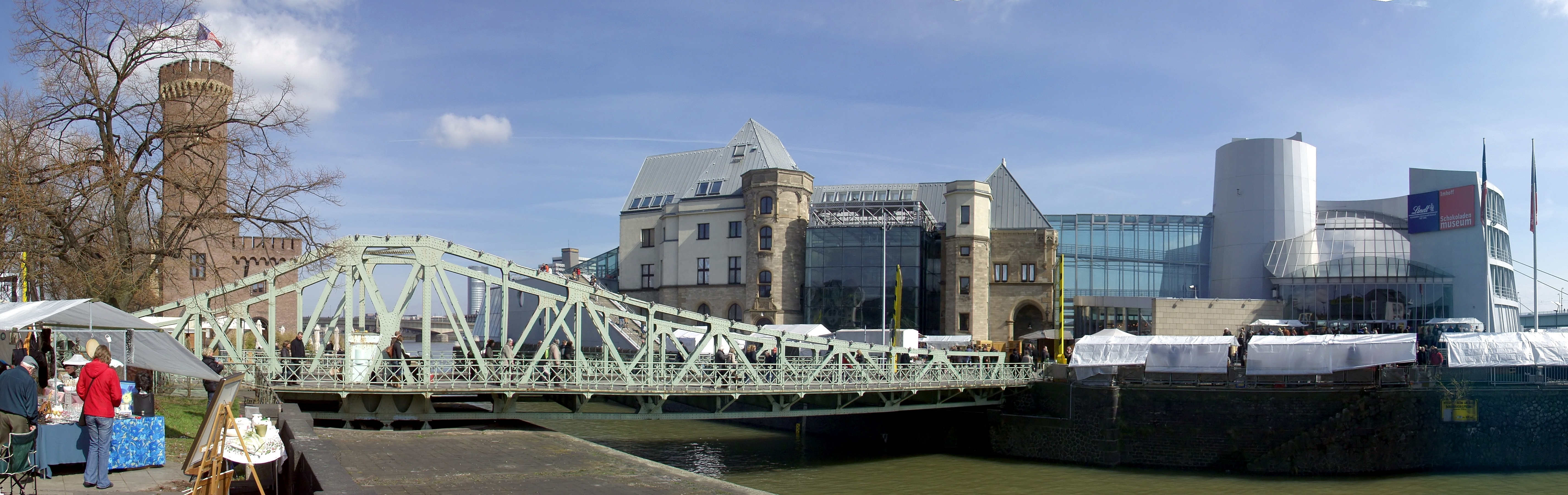
Malakoffturm, Drehbrücke und Schokoladenmuseum (2008)

Die Kölner Drehbrücke über den Rheinauhafen am linken Rheinufer zwischen Malakoffturm und Imhoff-Schokoladenmuseum ist Kölns älteste Brücke über Rheinwasser und denkmalgeschützt. Sie wurde am 5. August 1896 eröffnet, als der Seitenarm des Rheins zum Hafen ausgebaut wurde. Das Industriedenkmal wurde 1986/87 generalüberholt und gehört heute zur Stiftung des Imhoff-Schokoladenmuseums, zu dem sie auch Zugang gewährt. Die bereits 1984 durchgeführte Reparatur der Hydraulik verursachte Kosten in Höhe von fast 1 Million DM.

## Brückendaten
Die Brücke ist eine Stahlfachwerkträgerbrücke mit Spannweiten von 28,334 m beim langen Arm und 18,30 m beim kurzen Arm. Die Breite beträgt 10 m, davon 5 m für die Fahrbahn. Zum Ausgleich der ungleichen Gewichte wurde der kurze Arm mit Steinpflaster belegt, der lange mit Holzpflaster. Die Drehvorrichtung wird durch elektrohydraulische Steuerung mit einem Druck von 5 MPa im Malakoffturm (von 1850) betrieben. Ursprünglich kam der Druck von einer für den gesamten 1892 bis 1898 erweiterten Hafen erbauten Kraftwerksanlage. Vor der Drehung wird die Brücke um 11,2 cm angehoben. Die Durchfahrtshöhe liegt bei 8,20 m Kölner Pegel.

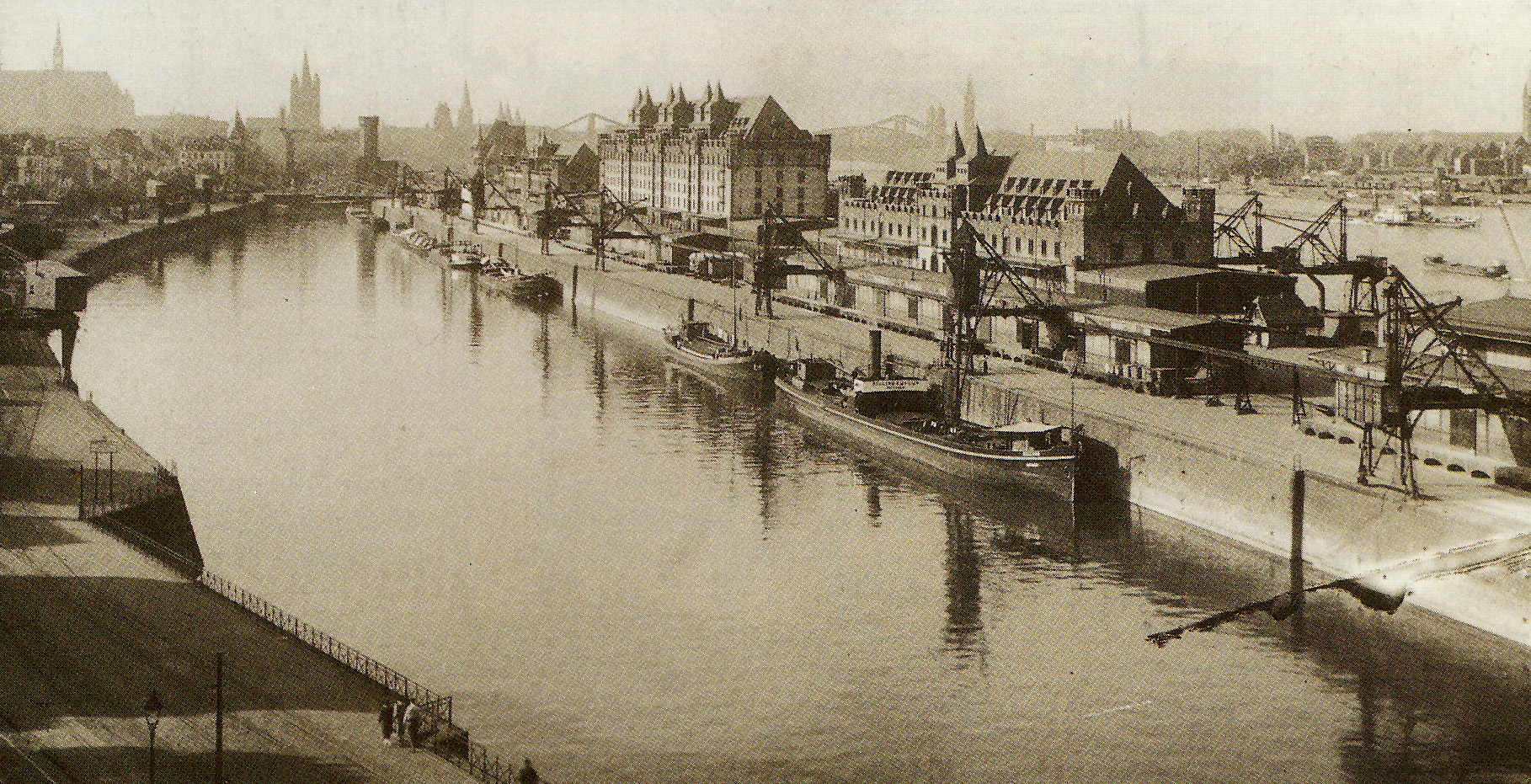
Rheinauhafen ca. 1898
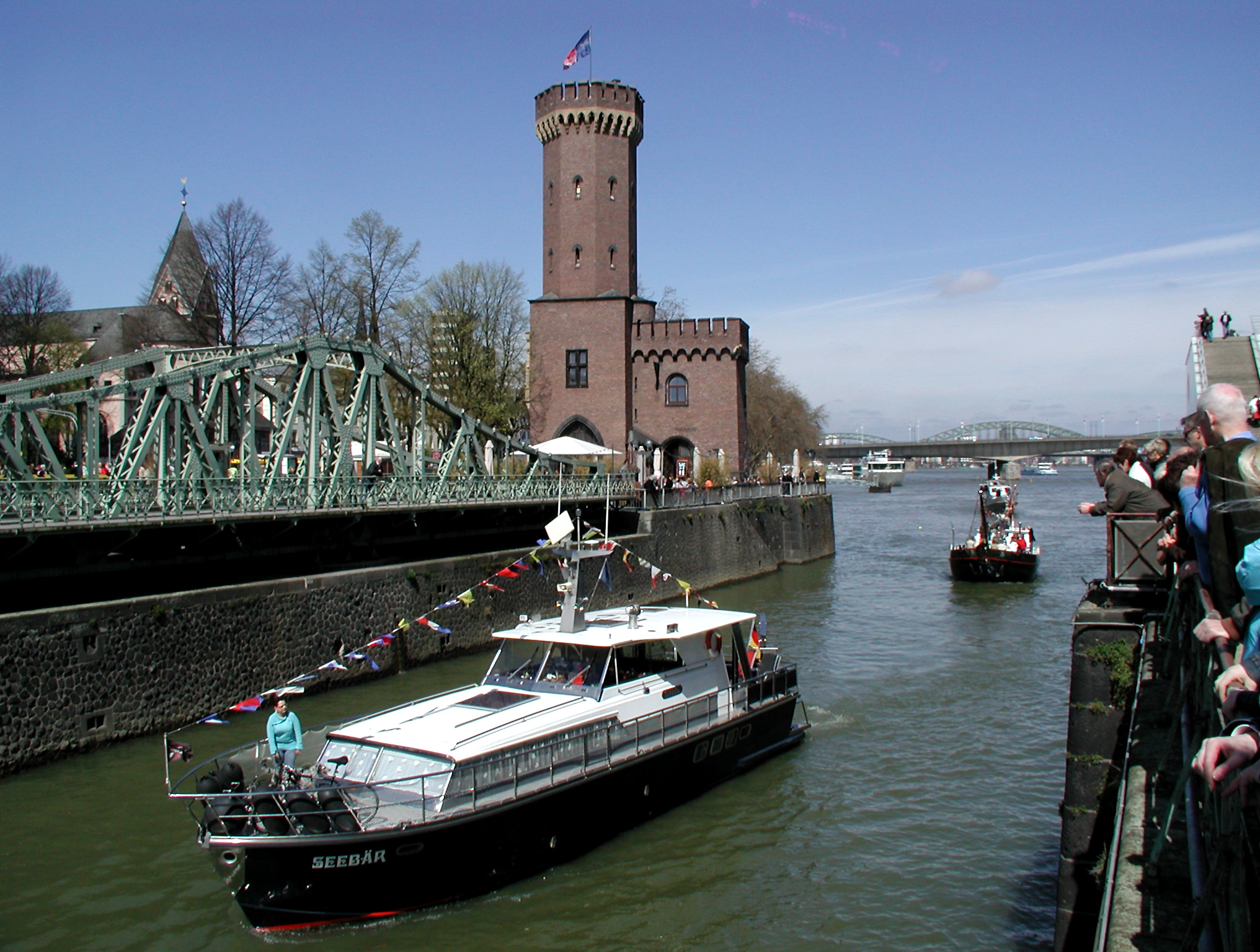
Hafeneinfahrt mit geöffneter Drehbrücke (2008)
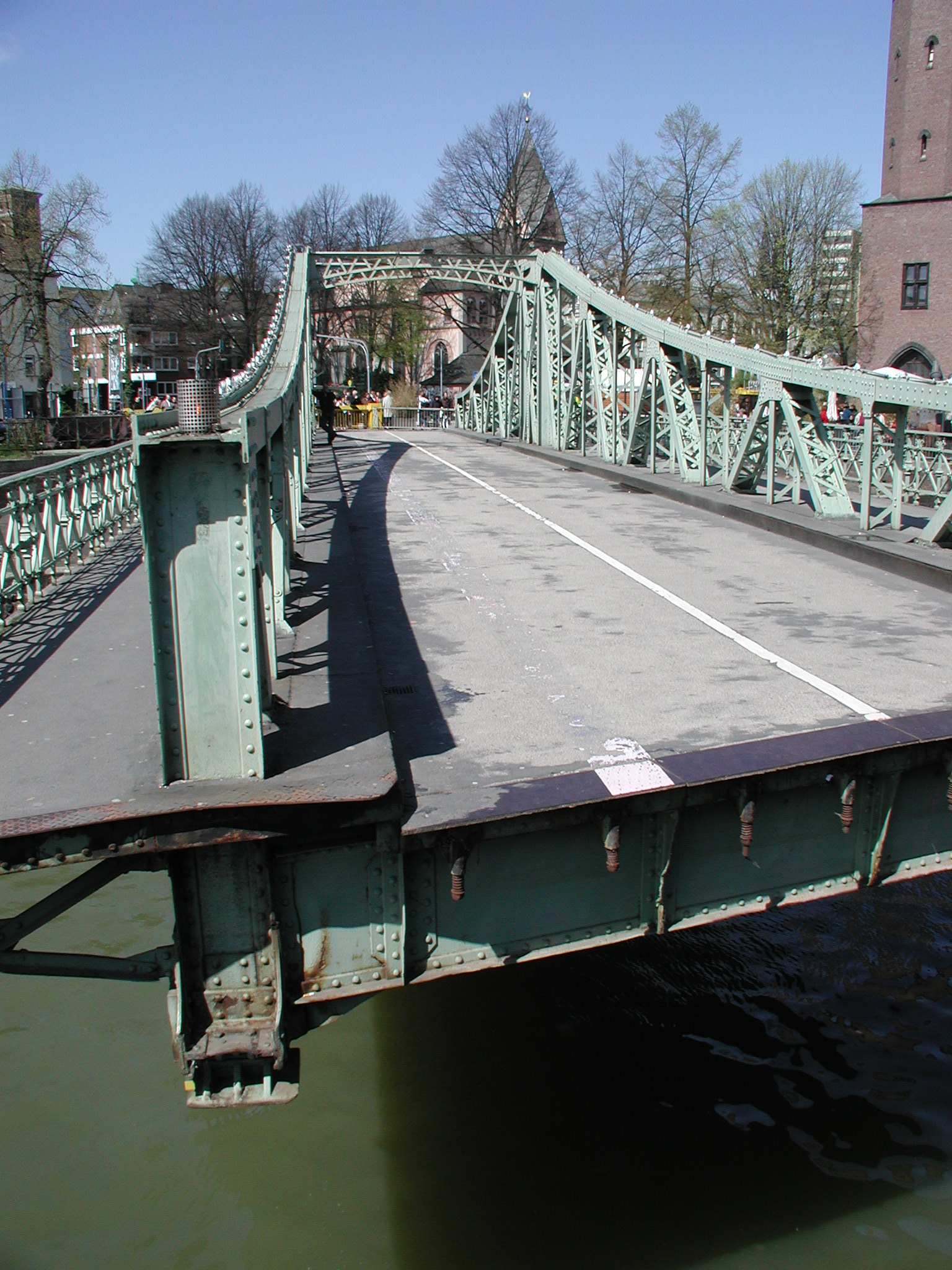
Die Brücke dreht (2008)
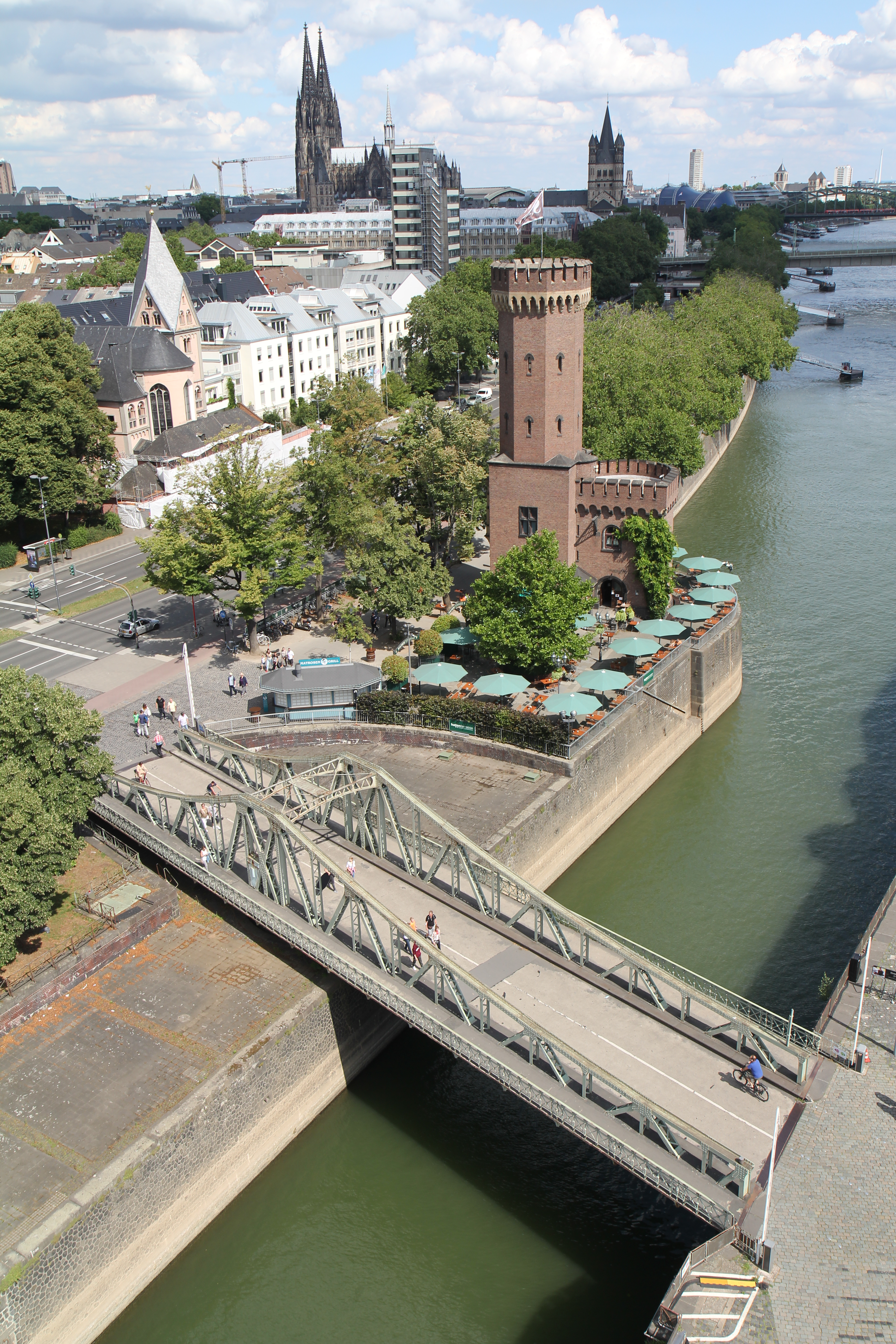
Brücke und Malakoffturm (2020)

## Sonstiges
Die Brücke ist im traditionellen Kölner Brückengrün gestrichen. Zur Einfahrt in den jetzt hauptsächlich als Sport- und Yachthafen genutzten Rheinauhafen wird die Drehbrücke (nach Anmeldung beim Hafenmeister) bei Bedarf zwischen 8 und 20 Uhr (in der Regel zur vollen Stunde) geöffnet.

## Deutzer Drehbrücke
Im Deutzer Hafen gibt es eine weitere im Jahr 1908 eröffnete und etwas größere Drehbrücke.